# 안성맞춤대로
안성맞춤대로(Anseongmatchum-daero)는 충청남도 천안시 독정교차로에서 안성시 장사교차로를 잇는 18.2km 도로이다.

## 주요 경유지
- 천안시 (입장면) - 안성시 ( 미양면 - 안성동 - 대덕면 - 고삼면 - 양성면)

## 노선
| 이름                | 접속 노선                                                    | 소재지        | 소재지        | 비고                                              |
| 입장로와 직결       | 입장로와 직결                                                | 입장로와 직결 | 입장로와 직결 | 입장로와 직결                                     |
| ------------------- | ------------------------------------------------------------ | ------------- | ------------- | ------------------------------------------------- |
| 독정 교차로         | 국도 제34호선 (삼사로)                                       | 안성시        | 송산면        | 안성시도 제28호선 구간                            |
| 송산교              |                                                              | 안성시        | 송산면        | 안성시도 제28호선 구간                            |
| 양변1교             |                                                              | 안성시        | 미양면        | 안성시도 제28호선 구간                            |
| 미양양변리앞 교차로 | 동변길                                                       | 안성시        | 미양면        | 안성시도 제28호선 구간                            |
| 금화아파트삼거리    |                                                              | 안성시        | 미양면        | 안성시도 제28호선 구간                            |
| 구수교              |                                                              | 안성시        | 미양면        | 안성시도 제28호선 구간                            |
| (이름없음)          | 제2공단2길 신두만곡로                                        | 안성시        | 미양면        | 지방도 제302호선,안성시도 제27호선 중복           |
| 제2산업단지 교차로  | 제2공단1길                                                   | 안성시        | 미양면        | 지방도 제302호선,안성시도 제27호선 중복           |
| 계동 교차로         | 서운로                                                       | 안성시        | 안성동        | 지방도 제302호선,안성시도 제27호선 중복           |
| 계동삼거리          | 계동길                                                       | 안성시        | 안성동        | 국가지원지방도 제57호선 지방도 제302호선구간 중복 |
| 안성축협사거리      | 중리길                                                       | 안성시        | 안성동        | 국가지원지방도 제57호선 지방도 제302호선구간 중복 |
| 가온고삼거리        | 샛터길                                                       | 안성시        | 안성동        | 국가지원지방도 제57호선 지방도 제302호선구간 중복 |
| 계동교              |                                                              | 안성시        | 안성동        | 국가지원지방도 제57호선 지방도 제302호선구간 중복 |
| 도기 교차로         | 영봉로 알미산로                                              | 안성시        | 안성동        | 국가지원지방도 제57호선 지방도 제302호선구간 중복 |
| 도기교              |                                                              | 안성시        | 안성동        | 안성시도 제8호선 구간                             |
| 도기삼거리          | 강변로74번길                                                 | 안성시        | 안성동        | 안성시도 제8호선 구간                             |
| 안성대교            |                                                              | 안성시        | 안성동        | 국가지원지방도 제70호선구간                       |
| 안성대교(북)사거리  | 강변로                                                       | 안성시        | 안성동        | 국가지원지방도 제70호선구간                       |
| 인지 교차로         | 장기로                                                       | 안성시        | 안성동        | 국가지원지방도 제70호선구간                       |
| 서인사거리          | 중앙로 중앙로382번길                                         | 안성시        | 안성동        | 국가지원지방도 제70호선구간                       |
| 금산 교차로         | 혜산로 금산로 금산2길                                        | 안성시        | 안성동        |                                                   |
| 영성재사거리        | 남파로                                                       | 안성시        | 안성동        |                                                   |
| 당왕사거리          | 국도제38호선 (서동대로)                                      | 안성시        | 안성동        |                                                   |
| 토현 교차로         | 국가지원지방도 제70호선 (안성대로)                           | 안성시        | 대덕면        | 안성시도 제29호선 구간                            |
| 고삼교              |                                                              | 안성시        | 고삼면        | 안성시도 제29호선 구간                            |
| (이름없음)          | 지방도 제306호선 (한내로)                                    | 안성시        | 고삼면        | 지방도 제306호선,안성시도 제29호선과 중복         |
| 가유교              |                                                              | 안성시        | 고삼면        | 지방도 제306호선,안성시도 제29호선과 중복         |
| 고삼교              |                                                              | 안성시        | 고삼면        | 지방도 제306호선,안성시도 제29호선과 중복         |
| (이름없음)          | 고삼호수로                                                   | 안성시        | 고삼면        | 안성시도 제29호선 구간                            |
| (이름없음)          | 국가지원지방도 제70호선 (신창길)                             | 안성시        | 고삼면        | 안성시도 제29호선 구간                            |
| 노곡제1교           |                                                              | 안성시        | 양성면        | 안성시도 제29호선 구간                            |
| 노곡2교             |                                                              | 안성시        | 양성면        | 안성시도 제29호선 구간                            |
| (이름없음)          | 안성시도 제19호선 (미리내성지로) 노곡길                      | 안성시        | 양성면        | 안성시도 제29호선 구간                            |
| 제1노곡교           |                                                              | 안성시        | 양성면        |                                                   |
| 난실 교차로         | 지방도 제314호선 (양성로) 국가지원지방도 제82호선 (경기동로) | 안성시        | 양성면        |                                                   |
| 양성로와 직결       |                                                              |               |               |                                                   |

## 주요 건물및 시설
- 송정골 (안성맞춤대로 137/송정리 130-1)
- 세븐일레븐 안성서운점 (안성맞춤대로 175/송산리 224-5)
- 창신공구철물 (안성맞춤대로 362/양변리 248)
- 미니스톱 안성미양점 (안성맞춤대로 368/양변리 245-2)
- 세븐일레븐 안성미양점 (안성맞춤대로 409/양변리 240-53)
- SK 에너지 공단주유소 (안성맞춤대로 419/양변리 240-1)
- 상신자동차 대형정비 공업사 (안성맞춤대로 563/보체리 207)
- SK 에너지 우진주유소 (안성맞춤대로 621/구수리 198-2)
- 안성산업단지관리공단 (안성맞춤대로 658/ 계륵리 271-8)
- 농협 미양농협 구수지점 (안성맞춤대로 658/ 계륵리 271-8)
- 이마트24 안성산단점 (안성맞춤대로 691/ 계륵리 271-11)
- 파리바게트 안성계동점 (안성맞춤대로 741/계동 203-46)
- GS25 안성미양공단점 (안성맞춤대로 741계동 203-25)
- S-OIL 두꺼비주유소 (안성맞춤대로 749/계동 203-20)
- CU 안성물맷돌점 (안성맞춤대로 749/계동 203-20)
- CU 안성계동점 (안성맞춤대로 749/계동 203-20)
- 농협 하나로마트 안성축협 본점 (안성맞춤대로 833/계동 85-3)
- HD현대오일뱅크 계림주유소 (안성맞춤대로 841/계동88)
- SK 에너지 계동에너지 충전소 (안성맞춤대로 857/계동 76-3)
- 금호타이어 안성점 (안성맞춤대로 858/계동 65-2)
- GS칼텍스 VIP주유소 (안성맞춤대로 865/계동 76-9)
- HD현대오일뱅크 한일크린에너지 (안성맞춤대로 872/계동5)
- 타이어뱅크 안성점 (안성맞춤대로 892/계동3-2)
- HD현대오일뱅크 우리가스충전소 (안성맞춤대로 898/계동3)
- S-OIL 한진주유소 (안성맞춤대로 926/도기동 213)
- 안성고용복지플러스센터 (안성맞춤대로 984/도기동 100-13)
- 한강마트 (안성맞춤대로 999/신흥동 207-89)